# Raphael Wicky
Raphael Wicky (Leuggern, 26 april 1977) is een voormalig professionele voetbalspeler uit Zwitserland, die na zijn actieve loopbaan het trainersvak instapte.

## Clubcarrière
Raphael Wicky debuteerde op 16-jarige leeftijd voor FC Sion dat uitkomt in de Zwitserse Axpo Super League. Met dit team won hij één landskampioenschap en drie nationale bekers. In 1997 tekende hij een contract bij Werder Bremen in de Bundesliga waar hij jarenlang een gewaardeerde kracht was en eveneens de nationale beker won.  Als invaller speelde Wicky mee op 6 mei 2000 in de finale van de strijd om de DFB-Pokal, waarin Werder Bremen met 3-0 verloor van FC Bayern München door treffers van Giovane Élber, Paulo Sérgio en Mehmet Scholl.
In de winterstop van 2000/01 wisselde hij naar Atlético Madrid dat toen uitkwam in de Segunda División A. De speler kon hier echter niet overtuigen en vertrok een jaar later naar Hamburger SV. Nadat hij nog een jaar voor zijn oude club FC Sion had gespeeld, tekende hij in 2008 een contract bij Chivas USA in Californië.

## Interlandcarrière
Wicky werd voor het eerst opgeroepen voor Zwitserland toen hij zeventien jaar was. Hij maakte zijn debuut op 24 april 1996 in een vriendschappelijke wedstrijd in Lugano tegen Wales, die met 2-0 werd gewonnen dankzij een eigen doelpunt van Chris Coleman en een rake strafschop van spits Kubilay Türkyilmaz. Wicky werd in dat duel na 84 minuten vervangen door veteraan Marcel Koller.
Zijn interlandcarrière is vaker onderbroken geweest door blessures. Toch heeft Wicky 75 interlands op zijn naam staan en was hij met Zwitserland aanwezig op het Europees kampioenschap voetbal 1996 en 2004. Tevens speelde hij op de WK-eindronde van 2006. In de kwalificatiereeks hiervoor maakte hij zijn eerste en enige interlanddoelpunt.

## Erelijst
Werder Bremen
- DFB-Pokal

1999
1 Shuttleworth ·
2 Sekulić ·
3 Bornstein ·
4 Kappelhof ·
5 Calvo ·
6 Navarro ·
7 Aliseda ·
8 Stojanović ·
9 Sapong ·
10 Medrán ·
11 Frankowski ·
13 Bronico ·
14 Mihailovic ·
16 Azira ·
18 Kronholm ·
20 Omsberg ·
21 Herbers ·
22 Pineda ·
24 Sparrow ·
25 N. Slonina ·
27 Berić ·
28 Collier ·
30 Giménez ·
32 G. Slonina ·
33 Gutjahr ·
36 Reynolds ·
37 Casas ·
40 Gutiérrez ·
Coach: Wicky
· Assistent-coach: Klopas